# Moravský Svätý Ján
Moravský Svätý Ján je naseljeno mjesto u okrugu Senica u Trnavskom kraju u Slovačkoj.

## Stanovništvo
| Godina:     | 1993. | 2003.   | 2013.   | 2023.   |
| ----------- | ----- | ------- | ------- | ------- |
| Broj ljudi: | 2017  | 2058    | 2141    | 2135    |
| Razlika:    |       | +2,03 % | +4,03 % | -0,28 % |

| Godina:     | 2022. | 2023.   |
| ----------- | ----- | ------- |
| Broj ljudi: | 2131  | 2135    |
| Razlika:    |       | +0,18 % |

Prema podacima o broju stanovnika iz 2023. godine naselje je imalo 2135 stanovnika.

## Vanjske poveznice
|  | Zajednički poslužitelj ima još gradiva o temi Moravský Svätý Ján |

- Službena stranica naselja (sl.)